# 정경뉴스
정경뉴스는 2000년에 창간된 대한민국의 월간지이다.